# Hans Verheijen (militair)
J.P. (Hans) Verheijen (5 november 1930 – 14 maart 2002) was een Nederlands luitenant-generaal van het wapen der infanterie. Van 30 oktober 1985 tot 1 maart 1991 was hij inspecteur-generaal der Krijgsmacht. Daarvoor was hij directeur-personeel van de Koninklijke Landmacht.
Verheijen kwam in dienst in 1950 via de dienstplicht. In 1951 volgde hij een opleiding bij de Koninklijke Militaire Academie. Na enkele functies bekleed te hebben werd hij in 1970 docent aan de Hogere Krijgsschool, hetgeen hij bleef tot 1973. Wederom volgden enkele functies binnen verscheidene legeronderdelen. In 1979 1980 was hij hoofd afdeling Operatiën bij de Bevelhebber der Landstrijdkrachten, tot hij in 1980 werd benoemd tot sous-chef Personeelszaken bij de Directie Personeel Koninklijke Landmacht. Later werd hij Plaatsvervangend Directeur en op 9 maart 1983 werd hij directeur.
Luitenant-generaal Verheijen was Officier in de Orde van Oranje-Nassau met de Zwaarden en Ridder in de Orde van de Nederlandse Leeuw.
Hij overleed op 71-jarige leeftijd.